# Krypton (Fernsehserie)
Krypton ist eine US-amerikanische Fernsehserie, die von Figuren aus den DC Comics handelt. Der Protagonist ist Supermans Großvater Seg-El. Die Serie spielt auf dem titelgebenden, fiktiven Planeten Krypton und ca. 200 Jahre vor der Geburt von Superman. Die Serie wurde von David S. Goyer für den US-amerikanischen Kabelfernsehsender Syfy entwickelt. Die erste Staffel, die 10 Folgen umfasst, wurde vom 21. März bis zum 23. Mai 2018 auf Syfy ausgestrahlt.  Eine zweite Staffel mit ebenfalls 10 Folgen wurde vom 12. Juni bis zum 14. August 2019 ausgestrahlt, danach wurde die Serie abgesetzt.

## Handlung
Krypton handelt von Supermans Großvater. In jenen Jahren war das Haus El, aus dem später Superman hervorgeht, geschändet und geächtet. Die Serie folgt Supermans Großvater, der schließlich Hoffnung und Gleichheit auf den Planeten Krypton bringt, den Planeten vom Chaos befreit und in den Planeten ändert, aus dem später Superman entstammt.

## Hintergrund
Im Oktober 2014, über ein Jahr nach der Veröffentlichung des Films Man of Steel, kamen Gerüchte auf, dass Warner Bros. eine Serie mit dem Titel Krypton plant, in der David S. Goyer, Drehbuchautor des Superman-Films, involviert ist. Dabei soll die Serie 200 Jahre vor den Ereignissen von Man of Steel auf dem fiktiven Exoplaneten Krypton stattfinden. Im Dezember desselben Jahres wurde bestätigt, dass Warner Horizon Television und DC Comics die Serie für den Sender Syfy planen. Dabei soll Krypton über Supermans Großvater handeln. In den Comics von DC gibt es verschiedene Geschichten mit verschiedenen Interpretationen über Supermans Heimatplaneten. Ian Goldberg und Goyer sind bei der Pilotfolge für die Handlung verantwortlich. Goyer, der zudem für die Idee der Serie verantwortlich ist, nimmt zusätzlich mit seinem Unternehmen Phantom Four bei der Serie die Rolle des Executive Producers ein. Im April 2016 wurde bekannt, dass auch Damian Kindler als Showrunner und Executive Producer hinzugezogen wurde. Colm McCarthy wurde als Regisseur für die Pilotfolge beauftragt. Diese wurde am 21. April 2016, knapp ein Monat nach der Veröffentlichung der Man-of-Steel-Fortsetzung Batman v Superman: Dawn of Justice, bestellt.
Im Juni 2016 wurden die Figuren, die in der Serie vorkommen sollen, bekannt gegeben. Dabei treten nicht nur Familien aus dem Hause El auf, der Familie, in die auch Superman hineingeboren wird, sondern darüber hinaus auch Figuren aus dem Hause Zod, aus dem der spätere Schurke General Zod hervorgeht. Zudem wurde bestätigt, dass der Schurke Dev-Em vorkommen wird. Die Hauptrollen sollen durch Cameron Cuffe und Georgina Campbell besetzt worden sein, die Seg-El und Lyta Zod darstellen sollen. Serbien wurde als Drehort für die Pilotfolge geplant.
Am 18. April 2017 erschien der erste Teaser-Trailer der Serie im Internet. Dabei wurde der Serienstart für dasselbe Jahr angekündigt. Im darauffolgenden Monat twitterte Syfy jedoch, die Serie würde erst 2018 erscheinen. Ebenfalls im Mai 2017 wurde die Serienbestellung offiziell bestätigt. Im Rahmen der Comic-Con in San Diego wurde im Juli 2017 ein weiterer Trailer zur Fernsehserie vorgestellt.
Am 28. Dezember 2017 gab Syfy bekannt, die Pilotfolge am 21. März 2018 erstauszustrahlen.
Ende 2017 gab Syfy bekannt, dass entgegen der ursprünglichen Ankündigung Krypton nicht ein Teil des DC Extended Universe ist.

## Besetzung und Synchronisation
Die deutsche Synchronisation wird von der Synchronfirma Berliner Synchron GmbH. Verantwortlich für die Dialogregie und für das Dialogbuch ist Werner Böhnke.
| Rolle           | Schauspieler      | Auftritte (Episoden) | Synchronsprecher   |
| --------------- | ----------------- | -------------------- | ------------------ |
| Seg-El          | Cameron Cuffe     | 1.01–2.10            | Marco Eßer         |
| Lyta Zod        | Georgina Campbell | 1.01–2.10            | Olivia Büschken    |
| Adam Strange    | Shaun Sipos       | 1.01–2.10            | Adam Nümm          |
| Daron-Vex       | Elliot Cowan      | 1.01–1.09, 2.01      | Torsten Münchow    |
| Alura Zod       | Ann Ogbomo        | 1.01–2.10            | Katharina Spiering |
| Dev-Em          | Aaron Pierre      | 1.01–2.10            | Fabian Oscar Wien  |
| Kem             | Rasmus Hardiker   | 1.01–2.10            | Rainer Fritzsche   |
| Nyssa-Vex       | Wallis Day        | 1.01–2.10            | Johanna Schmoll    |
| Brainiac        | Blake Ritson      | 1.01–2.10            | Roland Wolf        |
| Val-El          | Ian McElhinney    | 1.01–2.10            | Lutz Riedel        |
| General Dru-Zod | Colin Salmon      | 1.04–2.10            | Detlef Bierstedt   |
| Jax-Ur          | Hannah Waddingham | 1.08–2.07            | Heike Schroetter   |

## Episodenliste

### Staffel 1
Die erste Staffel wurde vom 21. März bis zum 23. Mai 2018 auf dem US-amerikanischen Sender Syfy ausgestrahlt. Im deutschen Fernsehen läuft sie seit 11. Oktober 2018 auf dessen deutschsprachigem Pendant.
| Nr. (ges.) | Nr. (St.) | Deutscher Titel         | Originaltitel           | Erstausstrahlung USA | Deutschsprachige Erstausstrahlung (D) | Regie                          | Drehbuch                                      | Zuschauer (USA) |
| ---------- | --------- | ----------------------- | ----------------------- | -------------------- | ------------------------------------- | ------------------------------ | --------------------------------------------- | --------------- |
| 1          | 1         | Das Erbe                | El Jefe                 | 21. März 2018        | 18. Okt. 2018                         | Ciaran Donnely & Colm McCarthy | David S. Goyer & Ian Goldberg                 | 1,319 Mio.      |
| 2          | 2         | Das Haus von El         | House of El             | 28. März 2018        | 18. Okt. 2018                         | Ciaran Donnely                 | Cameron Welsh                                 | 1,076 Mio.      |
| 3          | 3         | Die Ranglose Initiative | The Rankless Initiative | 4. Apr. 2018         | 25. Okt. 2018                         | Steve Shill                    | Nadria Tucker                                 | 0,955 Mio.      |
| 4          | 4         | Das Wort von Rao        | The Word of Rao         | 11. Apr. 2018        | 1. Nov. 2018                          | Keith Boak                     | Luke Kalteux                                  | 0,873 Mio.      |
| 5          | 5         | Das Haus Zod            | House of Zod            | 18. Apr. 2018        | 8. Nov. 2018                          | Julius Ramsey                  | Lina Patel                                    | 0,725 Mio.      |
| 6          | 6         | Bürgerkrieg             | Civil Wars              | 25. Apr. 2018        | 15. Nov. 2018                         | Kate Dennis                    | Doris Egan                                    | 0,597 Mio.      |
| 7          | 7         | Transformation          | Transformation          | 2. Mai 2018          | 22. Nov. 2018                         | Metin Hüseyin                  | David Paul Francis                            | 0,630 Mio.      |
| 8          | 8         | Schreckensnacht         | Savage Night            | 9. Mai 2018          | 29. Nov. 2018                         | Marc Roskin                    | David Kob                                     | 0,528 Mio.      |
| 9          | 9         | Hoffnung                | Hope                    | 16. Mai 2018         | 6. Dez. 2018                          | Lukas Ettlin                   | Chad Fiveash & James Stoteraux                | 0,606 Mio.      |
| 10         | 10        | Die Phantom Zone        | The Phantom Zone        | 23. Mai 2018         | 13. Dez. 2018                         | Ciaran Donnelly                | Chad Fiveash, James Stoteraux & Cameron Welsh | 0,557 Mio.      |

### Staffel 2
| Nr. (ges.) | Nr. (St.) | Deutscher Titel        | Originaltitel           | Erstausstrahlung USA | Deutschsprachige Erstausstrahlung (D) | Regie         | Drehbuch                                         | Zuschauer (USA) |
| ---------- | --------- | ---------------------- | ----------------------- | -------------------- | ------------------------------------- | ------------- | ------------------------------------------------ | --------------- |
| 11         | 1         | Lichtjahre von zuhause | Light-Years From Home   | 12. Juni 2019        | 3. Okt. 2019                          | Marc Roskin   | David S. Goyer & Cameron Welsh                   | 0,480 Mio.      |
| 12         | 2         | Geist im Feuer         | Ghost in the Fire       | 19. Juni 2019        | 10. Okt. 2019                         | Marc Roskin   | Kiersten Van Horne                               | 0,430 Mio.      |
| 13         | 3         | Der Wille zur Macht    | Will to Power           | 26. Juni 2019        | 17. Okt. 2019                         | Julius Ramsay | Lina Patel                                       | 0,487 Mio.      |
| 14         | 4         | Gefahr im Verzug       | Danger Close            | 3. Juli 2019         | 24. Okt. 2019                         | Julius Ramsay | Luke Kalteux                                     | 0,454 Mio.      |
| 15         | 5         | Ein besseres gestern   | A Better Yesterday      | 10. Juli 2019        | 31. Okt. 2019                         | Metin Huseyin | David Kob                                        | 0,379 Mio.      |
| 16         | 6         | Zodvertrauen           | In Zod We Trust         | 17. Juli 2019        | 7. Nov. 2019                          | Metin Huseyin | Nadria Tucker                                    | 0,371 Mio.      |
| 17         | 7         | Zod und Monster        | Zods and Monsters       | 24. Juli 2019        | 14. Nov. 2019                         | Erica Watson  | Joel Anderson Thompson                           | 0,460 Mio.      |
| 18         | 8         | Schwarze Gnade         | Mercy                   | 31. Juli 2019        | 21. Nov. 2019                         | Clare Kilner  | Katie Aldrin                                     | 0,381 Mio.      |
| 19         | 9         | Blutmond               | Blood Moon              | 7. Aug. 2019         | 28. Nov. 2019                         | Cameron Welsh | David Paul Francis                               | 0,285 Mio.      |
| 20         | 10        | Alpha und Omega        | The Alpha and the Omega | 14. Aug. 2019        | 5. Dez. 2019                          | Ruba Nadda    | Luke Kalteux & Cameron Welsh Idee: Cameron Welsh | 0,350 Mio.      |